# THE BARRETT
THE BARRETT（ザ・バレット）は、日本のロックバンド。

## メンバー
- 外丸健児 - リーダー

ボーカル。
解散後はザ・チャイナボウルズのメンバーとして活動。
- 藤井謙二（富士井剣次、富士井謙二）

ギター。
解散後は、MY LITTLE LOVER、The Birthdayのメンバーとして活動。
ザ・グルーヴァーズの藤井一彦は実兄。
- 青柳裕司

ベース。
- 石川康二郎

ドラムス。
梶山と入れ替わりで加入。

### 旧メンバー
- 梶山徹

ドラムス。

## 概要・来歴
1985年に結成。
1986年に当時高校生ながらEAST WESTコンテストで最優秀グランプリを受賞。
インディーズで活動後、1990年9月にテイチクのロックレーベルBAIDISからアルバム『PAPER BACKS TOWER』でメジャーデビュー。1993年に解散した。
新宿ロフトを活動拠点としていた。